# Pisisaare
Pisisaare är en ort i Estland. Den ligger i Pajusi kommun och landskapet Jõgevamaa, i den centrala delen av landet, 110 km sydost om huvudstaden Tallinn. Pisisaare ligger 72 meter över havet och antalet invånare är 300.
Terrängen runt Pisisaare är mycket platt. Runt Pisisaare är det glesbefolkat, med 11 invånare per kvadratkilometer. Närmaste större samhälle är Põltsamaa, 7,9 km söder om Pisisaare. Omgivningarna runt Pisisaare är en mosaik av jordbruksmark och naturlig växtlighet.